# Ласовская, Инна Александровна
И́нна Алекса́ндровна Ласо́вская (род. 17 декабря 1969, Москва) — российская легкоатлетка, которая специализировалась в тройном прыжке, заслуженный мастер спорта России.

## Биография
Воспитанница московского спортклуба «Луч». В сборной России с 1993 года, и уже в дебютном сезоне завоевала свою первую награду — бронзу на мировом первенстве в помещениях в Торонто.
В следующем году она победила на европейском зимнем первенстве, а на летнем стала второй. В 1995 году на чемпионате мира в 1995 году в Гётеборге она стала лишь четвёртой, несмотря на великолепный результат — 14 м 90 см.
1996 и 1997 годы стали лучшими в её спортивной карьере. В июне 1996 года на соревнованиях в Мадриде она впервые преодолела рубеж 15 метров, показав результат 15.08. Месяцем позже, на Олимпийских играх в Атланте она с прыжком на 14.98 завоевала серебряную медаль, уступив лишь украинке Инессе Кравец. В 1997 году Ласовская выиграла зимний чемпионат мира и в том же году показала свой лучший результат — 15.09. Однако, находясь на пике формы, при подготовке к летнему чемпионату 1997 года Инна получила тяжёлейшую травму — разрыв ахиллова сухожилия, из-за которой она была вынуждена прервать выступления на два года.
В 1998 году у Ласовской родился сын Павел.
Летом 1999 года Инна вернулась в большой спорт, выступала до 2002 года, однако на прежний уровень выйти не смогла, после чего завершила карьеру.

## Награды
- Медаль ордена «За заслуги перед Отечеством» II степени (6 января 1997 года) — за заслуги перед государством и высокие спортивные достижения на XXVI летних Олимпийских играх 1996 года[2]